# Ciaran Carson
Ciaran Gerard Carson (* 9. Oktober 1948 in Belfast; † 6. Oktober 2019 ebenda) war ein nordirischer Dichter, Schriftsteller und Übersetzer. Seine mehrfach preisgekrönte Lyrik vereint die traditionelle irische Erzählkultur mit postmodernen Elementen.

## Leben und Schaffen
Ciaran Carson wuchs als Sohn eines Briefträgers in einer der wenigen irischsprachigen Familien in Belfast auf. Er nahm 1967 ein Studium an der Queen’s University of Belfast auf und arbeitete ab 1975 für den Arts Council of Northern Ireland. Im Jahr 1998 wurde er Professor an der Queen’s University und war dort von 2003 bis 2015 außerdem Direktor des Seamus Heaney Centre for Poetry.
Bereits sein erster Lyrikband, The New Estate (1976), wurde mit dem Eric Gregory Award ausgezeichnet. Für The Irish for No (1987) erhielt Carson den Alice Hunt Bartlett Award, für Belfast Confetti (1990) den Irish Literature Prize for Poetry der Irish Times, für First Language (1993) den T. S. Eliot Prize und für Breaking News (2003) den Forward Poetry Prize. Charakteristisch für seine Gedichte sind die langen Verse und der Reichtum an Anspielungen und Details. Seine Themen sind vor allem Belfast und die Sprache.
Ab den 1990er-Jahren trat Carson auch durch Prosa-Veröffentlichungen hervor. Er verfasste zwei Bücher über irische traditionelle Musik, ein Werk über seine Heimatstadt Belfast, die Erzählung Fishing for Amber und die Romane Shamrock Tea und The Pen Friend. Zudem war Carson als Übersetzer tätig und Ehrenmitglied der Irish Translators’ and Interpreters’ Association sowie Mitglied bei Aosdána. Er übertrug unter anderem Dantes Inferno und die Táin Bó Cúailnge ins Englische.
Carson starb im Oktober 2019, drei Tage vor seinem 71. Geburtstag.

## Werke
- 1976: The New Estate (Gedichte)
- 1978: The Lost Explorer
- 1986: Irish Traditional Music (über Irish Folk)
- 1987: The Irish for No (Gedichte)
- 1990: Belfast Confetti (Gedichte)
- 1993: First Language (Gedichte)
- 1995: Letters from the Alphabet
- 1996: Last Night’s Fun: About Time, Food and Music (über Irish Folk)
- 1996: Opera et Cetera (Gedichte)
- 1997: The Star Factory (über Belfast)
- 1998: The Alexandrine Plan (Übersetzungen)
- 1999: Fishing for Amber (Erzählung)
- 1999: The Twelfth of Never (Gedichte)
- 2001: Shamrock Tea (Roman)
- 2002: The Inferno (Übersetzung)
- 2003: Breaking News (Gedichte)
- 2005: The Midnight Court (Übersetzung)
- 2007: The Táin (Übersetzung)
- 2008: For All We Know (Gedichte)
- 2009: The Pen Friend (Roman)
- 2014: From Elsewhere (Übersetzungen)

## Sekundärliteratur
- Neal Alexander: Ciaran Carson. Liverpool University Press, Liverpool 2010, ISBN 9781846314780.